# Carola Stabe
Carola Stabe (* 1955 in Templin) ist eine ehemalige Bürgerrechtlerin in der DDR, Gründerin und Leiterin der Umweltgruppe ARGUS in Potsdam. Sie initiierte die DDR-weite Vernetzung der Umweltgruppen unter dem Dach des Kulturbundes der DDR, aus der die Grüne Liga hervorging.

## Leben
Carola Stabe wurde 1955 in Templin geboren und wuchs in der Uckermark und Mecklenburg auf. Ihr Vater, Siegfried Stabe, als Jugendlicher nach 1945 von den Sowjets interniert, war später SED-Mitglied, Schuldirektor und Volkskammerabgeordneter. 1975, während ihres Studiums für Geschichte und Russisch an der Humboldt-Universität zu Berlin, wurde sie kurzzeitig wegen einer Veröffentlichung über die Gulags verhaftet. Ab 1977 war sie als Lehrerin in Potsdam tätig.
Im April 1988 gründete sich auf ihre Initiative die Gruppe ARGUS (Arbeitsgemeinschaft für Umweltschutz und Stadtgestaltung). Sie leitete die Gruppe bis Dezember 1989.
Im Sommer 1988 begann sie nach der Begegnung mit Michael Heinroth vom grün-ökologischen Netzwerk Arche, mit dem Aufbau eines Netzwerks der Umweltgruppen im DDR-Kulturbund. Im April 1988 organisierte sie mit Matthias Platzeck und anderen Mitgliedern der Gruppe ARGUS in Potsdam das erste DDR-weite Treffen der Umweltgruppen im Kulturbund.
Im Juni 1989 organisierte sie mit Hilfe von Wieland Eschenburg und Matthias Platzeck das 1. Potsdamer Pfingstbergfest, zu dem nach Schätzungen des Staatssicherheitsdienstes 3000 Besucher aus der gesamten DDR kamen.
Während des Festes verteilten oppositionelle Gruppen aus allen Teilen der DDR Informationsmaterial.  Durch ein von dem Grafiker Bob Bahra erstelltes Plakat und ein Informationsblatt über den von der SED-Führung geplanten Flächenabriss in der historischen Innenstadt, formierte sich der Widerstand gegen dieses Vorhaben. Infolge ihrer aktiven Rolle beim Pfingstbergfest und bei der Organisation von systemkritischen Veranstaltungen wurde Carola Stabe im Juli 1989 aus dem Schuldienst wegen „konterrevolutionärer Tätigkeit“ entfernt.
Für den 7. Oktober 1989 organisierte sie mit Matthias Platzeck das zweite DDR-weite Treffen, zu dem 124 Vertreter der Umweltgruppen auf Einladung von ARGUS im Kulturbund nach Potsdam kamen. Das Treffen konnte von der SED-Führung nicht verboten werden, da es von Carola Stabe als Feier zum 40. Jahrestag der DDR angekündigt war. Am Abend des 7. Oktober unterschrieben die Vertreter der Umweltgruppen eine Erklärung, in der sie einen Veränderungsprozess in der DDR anmahnten. Die Erklärung wurde an die Presse in Ostberlin und Westberlin geleitet.
Auf dem Treffen am 7. Oktober begann eine kleine Gruppe Oppositioneller um Carola Stabe und Matthias Platzeck mit den Planungen für eine vom Kulturbund unabhängige Umweltorganisation. Während der Brodowiner Gespräche im Oktober 89 wurde ein erster Entwurf des Gründungsaufrufs für eine „Grüne Liga“ von Carola Stabe mit Ernst Dörfler, Matthias Platzeck, und Bernd Haack verfasst.  Am 15. November 1989 wurde von Carola Stabe, Matthias Platzeck und Mitgliedern der Gruppe ARGUS im Potsdamer Karl-Liebknecht-Stadion die 1. Potsdamer Umweltnacht organisiert und in Anwesenheit von 3000 Teilnehmern der Gründungsaufruf veröffentlicht.
Seit Mitte Oktober 1989 fanden Gespräche über die geplante Gründung einer Grünen Partei der DDR statt, an denen Carola Stabe teilnahm. Sie wurde am 24. November in Berlin neben Carlo Jordan, Vollrad Kuhn, Judith Demba, Christine Weiske, Gerd Klötzer und Henry Schramm Gründungsmitglied der Grünen Partei der DDR, arbeitete aber auch im Sprecherrat der Grünen Liga, um die Zusammenarbeit beider Gruppierungen zu stärken. Am 5. Dezember 1989 beteiligte sie sich an der Besetzung der Bezirkszentrale des Staatssicherheitsdiensts der DDR in Potsdam und gründete noch am gleichen Tag mit Manfred Kruczek, Detlef Kaminski, Annette Flade und Rainer Speer den Rat der Volkskontrolle, der den Übergang zu einer demokratischen Ordnung in Potsdam organisierte.
Am Zentralen Runden Tisch in Berlin  vertrat sie die Grüne Liga in der Arbeitsgruppe „Ausländerfragen“ und vertrat die Grüne Liga am Runden Tisch im Bezirk Potsdam. Sie beteiligte sich an der Organisation des Gründungskongresses der Grünen Liga in Buna und am Gründungsparteitag der Grünen Partei in Halle. Der später als Inoffizieller Mitarbeiter des Ministeriums für Staatssicherheit enttarnte Henry Schramm äußerte auf dem Gründungsparteitag öffentlich den Verdacht, dass Carola Stabe für den Staatssicherheitsdienst arbeiten würde und verhinderte damit ihre Wahl in den Bundesvorstand.
Vom 7. Dezember bis zum 30. April 1990 leitete sie das Büro der Grünen Liga im Haus der Demokratie in Potsdam und wechselte dann ins Berliner Haus der Demokratie in der Friedrichstraße 165. Ab Mai 1990 bis Juli 1992 war sie Bundesgeschäftsführerin der Grünen Liga e. V. Sie unterstützte den Aufbau von Umweltzentren in allen 14 DDR-Bezirksstädten, setzte Projekte zum Aufbau einer Umweltberatung um und arbeitete ab 1991 in der Vorbereitungsgruppe der Bundesregierung zur Konferenz für Umwelt und Entwicklung in Brasilien mit. Sie wurde Gründungsmitglied oder Beiratsmitglied von Vereinen und Stiftungen, wie dem „Haus der Demokratie“ e.V., Stiftung für demokratische Willensbildungsprozesse und der Stiftung Demokratische Jugend.
Ab September 1994 wurde sie politisch und beruflich rehabilitiert und setzte in ihrer Tätigkeit bei der RAA-Brandenburg und der Stiftung SPI – Brandenburg Projekte gegen Rechtsextremismus, für demokratische Beteiligung  und  zur Auseinandersetzung mit der DDR-Geschichte um. 2005 gründete sie mit Bob Bahra das „Forum zur kritischen Auseinandersetzung mit der DDR-Geschichte“. Seit 2006 arbeitet sie mit Stefan Roloff an der Produktion von Film- und Kunstprojekten zur Geschichte der DDR. 2011 gründete Carola Stabe mit Bob Bahra, Sibylle Schönemann und Birgit Willschütz die Gemeinschaft der Verfolgten des DDR-Systems.